# Frédéric Pierre Morvan
Pour les articles homonymes, voir Morvan (homonymie).
Frédéric Pierre Morvan (né à Quimper le 16 septembre 1786 et mort à Lorient le 2 juin 1873) est un militaire français.

## Biographie
Il est fils du jeune et infortuné avocat et poète, Olivier-Jean Morvan, l'un des  26 administrateurs du Finistère, ayant levé des troupes pour protéger les Girondins qui furent guillotinés place du Château à Brest le 3 prairial an II (22 mai 1794). 
Reçu à l'École polytechnique (X 1804), Morvan passa en 1807 à l'École d'application de Metz, et, en 1809, à l'état-major du 3e corps de la grande armée en qualité de lieutenant en second de sapeurs à la suite. Il fut chargé de la direction de divers travaux des camps et cantonnements en Moravie, partit pour l'armée d'Aragon, comme lieutenant d'état-major du génie, et prit une part glorieuse au siège de Mequinenza (1810).
Nommé capitaine en second de sapeurs, il fut chargé de la construction et de la défense de la tête du pont de Xerta. Il prit part au siège de Tortose (décembre 1810), dirigea les retranchements de Perillo et du Platì et des travaux du col de Bologne, ce qui lui mérita le grade de capitaine en premier de sapeurs le 30 janvier 1811, et celui de capitaine en second à l'état-major du génie le 1er juillet suivant.
Morvan se distingua à la défense du fort Saint-Philippe, au siège de Tarragone, et à celui de Sagonte il fut blessé en conduisant une sape, le 16 juin 1811, et, le 28 suivant, à l'assaut du corps de la place : ces deux faits d'armes lui méritèrent la décoration de la Légion d'honneur. Aux travaux du siège de Valence et de Peníscola, à la défense de Dénia, il déploya beaucoup de zèle et d'habileté. Fait prisonnier en 1813, il fut conduit aux Baléares. Il venait d'être atteint d'une balle dans le corps.
Sorti des prisons de Majorque en 1814, Morvan fut mis en cantonnement dans les Pyrénées, et de là envoyé à Concarneau.
En 1815 il se prononça pour le régime impérial et empêcha le commandant d'armes de livrer la place aux chouans. Il fut employé sous les ordres des généraux Lamarque et Travot.
La Restauration le mit en surveillance et en demi-solde.
Rappelé en 1816 comme capitaine du génie, il fut employé à Brest puis à Concarneau.
Il participa à l'expédition d'Espagne en 1823, en qualité de chef de bataillon, fut chargé de l'investissement de Saint-Sébastien, du siège de l'île de León, comme chef d'attaque de San Pietri, et fut nommé commandant du génie à Cadix.
Morvan fut créé, dans cette campagne, chevalier de Saint-Louis et de Saint-Ferdinand d'Espagne. Lors de l'évacuation de la péninsule, il fut directeur des fortifications à Bayonne, à Péronne et à Amiens, comme lieutenant-colonel en 1832. En 1837 il fut nommé colonel du 2e régiment du génie, et, l'année suivante, directeur des fortifications à Saint-Omer.
Il fut enfin promu au grade de général de brigade le 14 avril 1844, et, le 12 juin 1848, nommé général de division.
Il est commandeur de la Légion d'honneur, membre du comité des fortifications et commandant le génie à l'armée des Alpes.

## Source
- « Frédéric Pierre Morvan », dans Charles Mullié, Biographie des célébrités militaires des armées de terre et de mer de 1789 à 1850, 1852 [détail de l’édition]